# Gustav Heinemann
Gustav Walter Heinemann, född den 23 juli 1899 i Schwelm, död den 7 juli 1976 i Essen, var en tysk politiker och Förbundsrepubliken Tysklands (dåvarande Västtysklands) tredje förbundspresident. Han var med bland de som grundade Kristdemokratiska unionen (CDU), men gick senare över till socialdemokraterna (SPD). Han var Essens borgmästare 1946–1949 och 1949–1950 Västtysklands inrikesminister. Han avgick i protest mot den av Konrad Adenauer initierade återbeväpningen av Västtyskland efter andra världskriget. Han lämnade CDU 1952 och grundade Gesamtdeutsche Volkspartei (GVP). 1957 gick han med i SPD och var justitieminister 1966–1969 och förbundspresident 1969–1974.

## Biografi
Heinemann föddes som det äldsta av tre barn till Otto Heinemann som arbetade vid Kruppverken i Essen. Han döptes efter sin morfar. Både morfadern och fadern var vänsterliberala. Han tog en nödexamen (Notabitur) 1917 och deltog sedan i första världskriget men var inte vid fronten. Fram till krigsslutet kom han efter att hjärtproblem att tillbringa vid Kruppverken.
Heinemann ville redan i åttonde klass bli jurist och började 1919 studera juridik och statsvetenskap och tog sin första statsexamen 1922. Han hade då studerat i Münster, Marburg, München, Göttingen och Berlin. Han promoverades 1922 till filosofie doktor vid Philipps-Universität i Marburg. 1926 började han arbeta som advokat i Essen. 1929–1949 arbetade han sedan som jurist vid Rheinische Stahlwerke i Essen. 1926 gifte han sig med Hilde Ordemann, tillsammans fick de döttrarna Uta, Christa, Barbara och sonen Peter. En dotterdotter gifte sig sedermera med Johannes Rau.
Heinemann var borgmästare i Essen 1946–1949 och satt även med i Nordrhein-Westfalens lantdag. 1947–1948 var han justitieminister i förbundslandet och redan då kom han i konflikt med Konrad Adenauer. 1949–1950 blev Heinemann västtysk inrikesminister. Han avgick efter ett år som protest mot beslutet om att återbeväpna Västtyskland. Heinemann lämnade CDU och var med och grundade GVP. Partiet fick bara 1,2 procent i 1953 års förbundsdagsval och Heinemann förlorade sin plats i förbundsdagen. Under de kommande åren fortsatte han att kritisera återbeväpningen av Västtyskland.
Han var också verksam som jurist och företrädde Der Spiegel i rättegången mot Franz Josef Strauss. 1957 förhandlade han med SPD om att gå med i partiet. GVP upplöstes och de flesta medlemmarna, däribland Erhard Eppler, gick med i SPD. Heinemann återkom nu till förbundsdagen som SPD-ledamot. 1958–1969 satt han med i SPD:s ledning. Heinemann tillhörde Adenauers största kritiker när det gäller planerna på en atom- övriga ABC-vapen till Bundeswehr. Han höll ett välkänt tal 23 januari 1958 i förbundsdagen där han tillsammans med Thomas Dehler menade att Adenauers Tysklandspolitik var helt misslyckad och att han gått bakom folket, regeringen och parlamentet.
1966–1969 var Heinemann justitieminister i storkoalitionen. Det var Willy Brandt som nominerade honom till detta ämbete. Under hans tid genomfördes reformer som bland annat ledde till en modernisering av straffrätten. Han drev även igenom att homosexualitet avkriminaliserades och att utomäktenskapliga barn likställdes med inomäktenskapliga. Flera av de av honom initierade lagändringar drevs igenom efter hans tid som justitieminister. Han överraskande däremot många genom att vara en dem som förordade De tyska undantagslagarna. Han tog även upp och förespråkade högskolereformer och analyserade reformbristen i samhället vilket han menade låg bakom studentrörelsens oro. För Heinemann var det viktigt att skapa ett samhälle för medborgarna, han ville få ett slut på staten som överhet.

### Förbundspresident

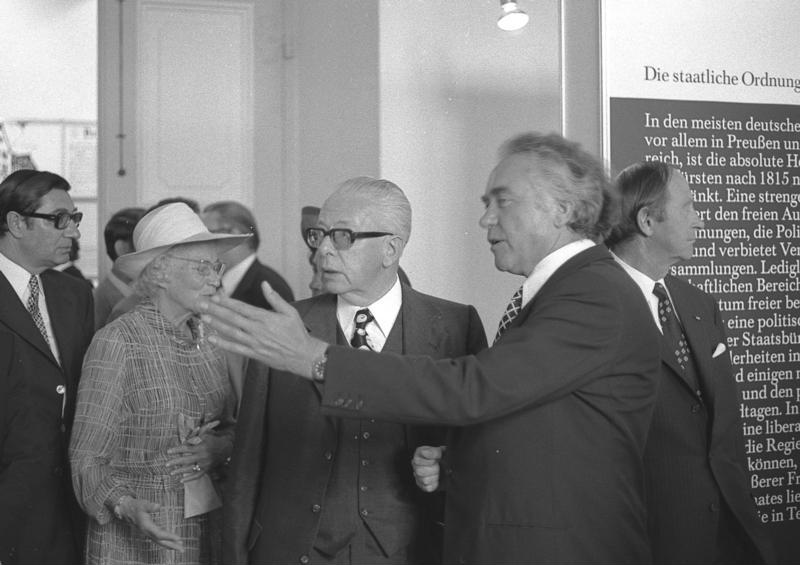
Heinemann besöker invigningen av Erinnerungsstätte für die Freiheitsbewegungen in der deutschen Geschichte i Rastatt 1974.

1969–1974 var Heinemann förbundspresident i Förbundsrepubliken Tyskland (dåvarande Västtyskland).  Han kom in i ett sent skede och det blev ett dramatiskt val mot CDU:s kandidat Gerhard Schröder blev Heinemann vald i den tredje valomgången med röstsiffrorna 512–506. Heinemann var därmed den första förbundspresidenten från SPD och valet anses ha varit en del i regeringsskiftet som följde senare samma år. Heinemann fick avgörande röster från FDP-ledamöter på inrådan av FDP-ledaren Walter Scheel. Detta banade vägen för FDP:s och SPD:s regeringskoalition. Heinemann tolkade själv som roll som statsöverhuvud som medborgarnas president (”Bürgerpräsident”). I sitt invigningstal talade Heinemann om behovet av mer demokrati och ifrågasättande av auktoritet och traditioner – ”Det finns svåra fosterländer. Ett av dem är Tyskland. Men det är vårt fosterland.” –, men han betonade också politikens roll för att bevara freden.
Han kritiserade som president problem i det västtyska systemet och förordade initiativ från medborgare själva bredvid parlamentarismen vilket ledde till en polarisering och kritik. Heinemann sade en gång: ”Jag älskar inte staten, jag älskar min fru”. Dessutom verkade han för försoning med de nationer som ockuperats av Nazityskland under andra världskriget. Han var den första förbundspresidenten som besökte Nederländerna och i tal uttryckte han Tysklands medvetenhet om vilket lidande landet orsakar holländarna. Under sitt besök vid världsutställningen i Osaka 1970 besökte han på eget initiativ fredsmonumentet i Hiroshima. Vidare besökte han Skandinavien, Latinamerika och var den första förbundspresidenten att officiellt besöka ett land i östblocket, Rumänien 1971.
Till de traditionella nyårsmottagningarna bjöd Heinemann inte bara in diplomater utan också vanliga medborgare: sjuksystrar, sopåkare, gästarbetare, rörelsehindrade och civiltjänstgörande. Han försökte avskaffa ceremonier och tillät inte bara äkta makor som medföljande till bjudningar. Han undvek stora banketter och bjöd hellre in gäster i mindre kretsar.

## Utmärkelser
- Riddare av Serafimerorden, 25 maj 1970. Tilldelad kedjan den 2 juni 1972.[1]